# Кунцевщина (Минск)
Ку́нцевщина (бел. Ку́нцаўшчына) —  микрорайон в составе Фрунзенского района города Минска (Республика Беларусь).

## История
10 апреля 2004 года деревня Кунцевщина Ждановичского сельсовета Минского района включена в городскую черту Минска.

## Расположение
Микрорайон расположен в западной части Минска. Граничит с микрорайонами Каменная горка, Домбровка, Запад.

## Улицы
- Кунцевщина
- Лещинского
- Матусевича
- Притыцкого

Улицы ограничивают микрорайон, ни одна его не пересекает. Внутридворовые проезды организованы так, что позволяют проехать микрорайон насквозь в нескольких направлениях.

## Транспорт
- Диспетчерская станция «Кунцевщина»
- Автобусы
- 12 - ДС "Сухарево 5" - ДС "Кунцевщина"
- 17 - ДС "Кунцевщина" - ДС "Сухарево 5"
- 29 - ДС "Карастаяновой" - ДС "Кунцевщина"
- 36 - ДС "Кунцевщина" - Тарасово
- 40 - ДС "Кунцевщина" - Ландера
- 41 - ДС "Масюковщина" - Каменная Горка 5
- 42 - ДС "Сухарево 5" - Люцинская
- 78 - ДС "Каменная Горка 5" - Вокзал
- 83э - ДС "Малиновка 4" - ТЦ Ждановичи
- 101 - ДС "Дружная" - ТЦ Ждановичи
- 107с - ДС "Кунцевщина" - ДС "Корженевского"
- 116 - ДС "Каменная горка 5" - Малиновка 8
- 121 - ДС "Сухарево 5" - ТЦ Ждановичи
- 121д - ДС "Сухарево 5" - Люцинская
- 122э - ДС  "Кунцевщина" - переулок Софьи Ковалевской
- 137 - ДС "Кунцевщина" - Водоочистительная станция
- 138 - ДС "Кунцевщина" - Промузел Западный
- 140 - ДС "Сухарево 5" - ТЦ Ждановичи
- 144с - ДС "Кунцевщина" - ДС "Курасовщина"
- 149 - ДС "Запад 3" - Люцинская
- 177э - ДС "Кунцевщина" - Озерцо

- Троллейбусы:
- 9 - ДС "Кунцевщина" - Городской вал
- 13 - ДС "Запад 3" - Городской вал
- 21 - Люцинская - ДС "Сухарево 5"
- 25 - ДС "Кунцевщина" - ДС "Юго-запад"
- 31 - ДС "Кунцевщина" - ДС "Семашко"
- 48 - ДС "Кунцевщина" - Поликлиника №10
- 52 - Люцинская - ДС "Малиновка 4"

- Маршрутные такси:

1. 1026 - ТЦ "Ждановичи" - Авторынок
2. 1130 - ДС "Серова" - ТЦ Ждановичи
3. 1183 - ТЦ Ждановичи - АС "Автозаводская"
4. 1230 - ДС "Серова" - ТЦ Ждановичи
5. 1259 - ТЦ Ждановичи - Минскрыбпром

- Метро

7 ноября 2005 года были открыты 2 станции метро: «Кунцевщина» и «Каменная горка».

## Городская инфраструктура
2 филиала ОАО "АСБ Беларусбанк", 2 почтовых отделения, аптеки, поликлиника № 26, Детская поликлиника №5, 7 детских садов, 2 ЖЭУ,  универсамы ("Дионис", "Заходнi", "Алми", Белмаркет", "Соседи"), 4 продовольственных магазина, мебельный магазин, Дом быта.

## Образование
- Средняя школа №179
- Средняя школа №185
- Гимназия №39 (бывшая СШ №193)
- Средняя школа №201
- Минская белорусская национальная гимназия №4 (бывшая СШ №198)
- Музыкальная школа №17

## Стрит-арт
Осенью 2019 года на фасадах трёх 12-этажных жилых домов по ул. Притыцкого 134, 136 и 150 созданы три монументальных мурала «Будучыня». Муралы представляют собой триптих на тему настоящего и будущего Беларуси. Над созданием триптиха работали художники Artez из Сербии (мурал «Фрыланс»), Mutus из Беларуси (мурал "Лічбавы свет"), Slim и Jofre Oliveras из Испании (мурал «Героі новага часу»). Проект был реализован усилиями администрации Фрунзенского района Минска, стрит-арт-активистов Urban Myths и компании А1.